# Arzl im Pitztal
Arzl im Pitztal település Ausztria tartományának, Tirolnak a Imsti járásában található. Területe 29,37 km², lakosainak száma 3 030 fő, népsűrűsége pedig 100 fő/km² (2014. január 1-jén). A település 880 méteres tengerszint feletti magasságban helyezkedik el.
A település részei: 
- Arzl im Pitztal (1802 fő, 2015. január 1-jén)
- Blons (53)
- Hochasten (77)
- Leins (321)
- Ried (85)
- Timls[3] (126)
- Wald (575)

## Fordítás
- Ez a szócikk részben vagy egészben  az   Arzl im Pitztal című angol Wikipédia-szócikk ezen változatának fordításán alapul.  Az eredeti cikk szerkesztőit annak laptörténete sorolja fel. Ez a jelzés csupán a megfogalmazás eredetét és a szerzői jogokat jelzi, nem szolgál a cikkben szereplő információk forrásmegjelöléseként.